# Lebanon (Nueva York)
Lebanon es un pueblo ubicado en el condado de Madison en el estado estadounidense de Nueva York. En el año 2000 tenía una población de 1,329 habitantes y una densidad poblacional de 12 personas por km².

## Geografía
Lebanon se encuentra ubicado en las coordenadas 42°47′8″N 75°37′23″O / 42.78556, -75.62306.

## Demografía
Según la Oficina del Censo en 2000 los ingresos medios por hogar en la localidad eran de $ 34,643 y los ingresos medios por familia eran $39,038. Los hombres tenían unos ingresos medios de $29,205 frente a los $26,771 para las mujeres. La renta per cápita para la localidad era de $15,690. Alrededor del 9.7% de la población estaban por debajo del umbral de pobreza.